# Naegleria fowleri
Naegleria fowleri, conocida coloquialmente como ameba comecerebros, es un ameboflagelado aeróbico de vida libre típico de aguas dulces templadas y estancadas como lagos, lagunas, estanques, piscinas, aguas termales y canales de riego. Es un parásito facultativo. Puede sobrevivir tanto fuera como dentro de un huésped y provocar meningoencefalitis amebiana en los seres humanos, por lo cual se la conoce coloquialmente como «ameba comecerebros». Pertenece al filo Percolozoa y puede encontrarse en forma de trofozoíto (activo) o quiste (vegetativo). El trofozoíto puede cambiar de la forma ameboide a una temporalmente flagelada a unos 25-39 °C.[cita requerida]

## Morfología
Naegleria es un protozoario ameboflagelado de ADN circular. En su ciclo de vida, pueden observarse tres etapas: trofozoíto, flagelado y quiste.[cita requerida]
En su primera etapa, la de trofozoíto o ameboide, su aspecto es cilíndrico, irregular y alargado, con uno de sus extremos ancho y el otro romo; en la porción anterior forma un área contráctil (pseudópodo) que comprime su citoplasma promoviendo la locomoción. Su núcleo contiene un endosoma central grande, y en el citoplasma se observan abundantes gránulos. Mide de 10 a 20 μm y es la fase en la que puede reproducirse por fisión binaria, especialmente a temperaturas cálidas, alrededor de 43 °C.[cita requerida]
Cuando Naegleria se diluye naturalmente por acción de agua de lluvia o en laboratorio con una solución baja en iones (agua destilada), rápidamente se transforma en su segunda etapa, la de flagelado. Su morfología es piriforme, con dos flagelos largos en la porción más ancha, con los que se mueve formando círculos. La forma trofozoíto de Naegleria tiene que haber creado centríolos, que servirán como cuerpos basales de estos flagelos. No se reproduce y puede permanecer en ese estado durante un máximo de dos días, después de los cuales pierde sus flagelos y vuelve a su forma ameboide. Algunas especies de Naegleria nunca desarrollan la forma flagelada.[cita requerida]
Cuando el ambiente es desfavorable, el trofozoíto puede transformarse en el tercer estado, un quiste esférico de 15 a 35 μm de diámetro que presenta una doble pared con dos o tres poros, por lo que puede resistir el ambiente hostil. Tiene un gran nucléolo rodeado de una especie de halo, sin cromatina visible (a diferencia del trofozoíto, que sí la tiene), y el citoplasma presenta granulaciones irregulares en tamaño.[cita requerida]

## Epidemiología
La especie Naegleria tiene una distribución universal. Se han descrito en el medio ambiente, y proliferan en aguas frescas, suelos, alcantarillado, lodo de aguas residuales, aguas de piscinas, arena, frotis faríngeos y nasales. También se han aislado del aire contaminado con polvo. Esta especie es termofílica y tolera temperaturas de 40-45 °C, a diferencia de otras especies no patógenas.[cita requerida]
Hasta el año 1998, se habían descrito más de 344 casos, de los cuales 86 proceden de los Estados Unidos. Se ha encontrado en Nueva Zelanda, Nueva Guinea, España, Australia, Checoslovaquia, Bélgica, Costa Rica y la India.[cita requerida]
En América Latina, se han registrado casos en Brasil, Colombia, Venezuela, Perú, Chile; en Argentina en febrero del 2018, se detectó el caso mortal de un niño y en el 2020 se han registrado tres casos, el primero de ellos mortal, de menigoencefalitis amebiana primaria (MAP) en Costa Rica, que afectó a un joven. En México, se han señalado varios casos de esta enfermedad (MAP); en ese país, se confirmó en 1990 el primer brote de MAP en el que se aisló N. fowleri de los pacientes. En Costa Rica, se registró el fallecimiento de un niño. En ocho ciudades de Texas, se emitió alerta por la presencia de la ameba en el suministro de agua.

## Mecanismo de transmisión
El protozoo se transmite a las personas que se bañan en aguas contaminadas: lagos, piscinas, embalses, corrientes termales, manantiales. En algunos casos, la ameba puede penetrar a través de la lámina cribosa del etmoides y alcanzar el cerebro y las meninges, y causar graves cuadros de necrosis e inflamación. Observaciones experimentales inducen a pensar que la infección por Naegleria se contrae por penetración de los microorganismos a través de la nariz o a través del neuroepitelio olfatorio. Naegleria se ha mostrado resistente al agua poco clorada; de allí el riesgo de infección en las piscinas.[cita requerida]

### Meningoencefalitis amebiana primaria
La meningoencefalitis amebiana primaria es una enfermedad aguda y rápidamente mortal que se produce en niños o adultos jóvenes previamente sanos que refieren el antecedente epidemiológico de haber nadado o buceado en piscinas climatizadas o lagos artificiales poco tiempo antes, si bien se han descrito algunos casos de meningoencefalitis amebiana sin este antecedente. N. fowleri penetra por la cavidad nasal, por inhalación de polvo o por aspiración de agua o de aerosoles que contienen trofozoítos o quistes. La lesión primaria se produce en el neuroepitelio olfatorio, cuyas células fagocitan la N. fowleri, que de esta manera penetra a través de los nervios olfatorios al cerebro. El período de incubación oscila entre un día y dos semanas. El inicio de los síntomas es brusco y la enfermedad es fatal. Los síntomas principales son cefalea, anosmia, fiebre (que suele ser superior a los 40 °C), obstrucción nasal, náuseas y vómitos en escopetazo. El cuadro progresa rápidamente a coma. Puede haber síntomas propios de encefalitis (delirio, agitación, desorientación, estupor, parálisis, midriasis, crisis de apnea, parosmia, augesia, hipotermia). La muerte se produce a la semana del inicio de los síntomas por paro cardiorrespiratorio y edema pulmonar.[cita requerida]

## Patogenia

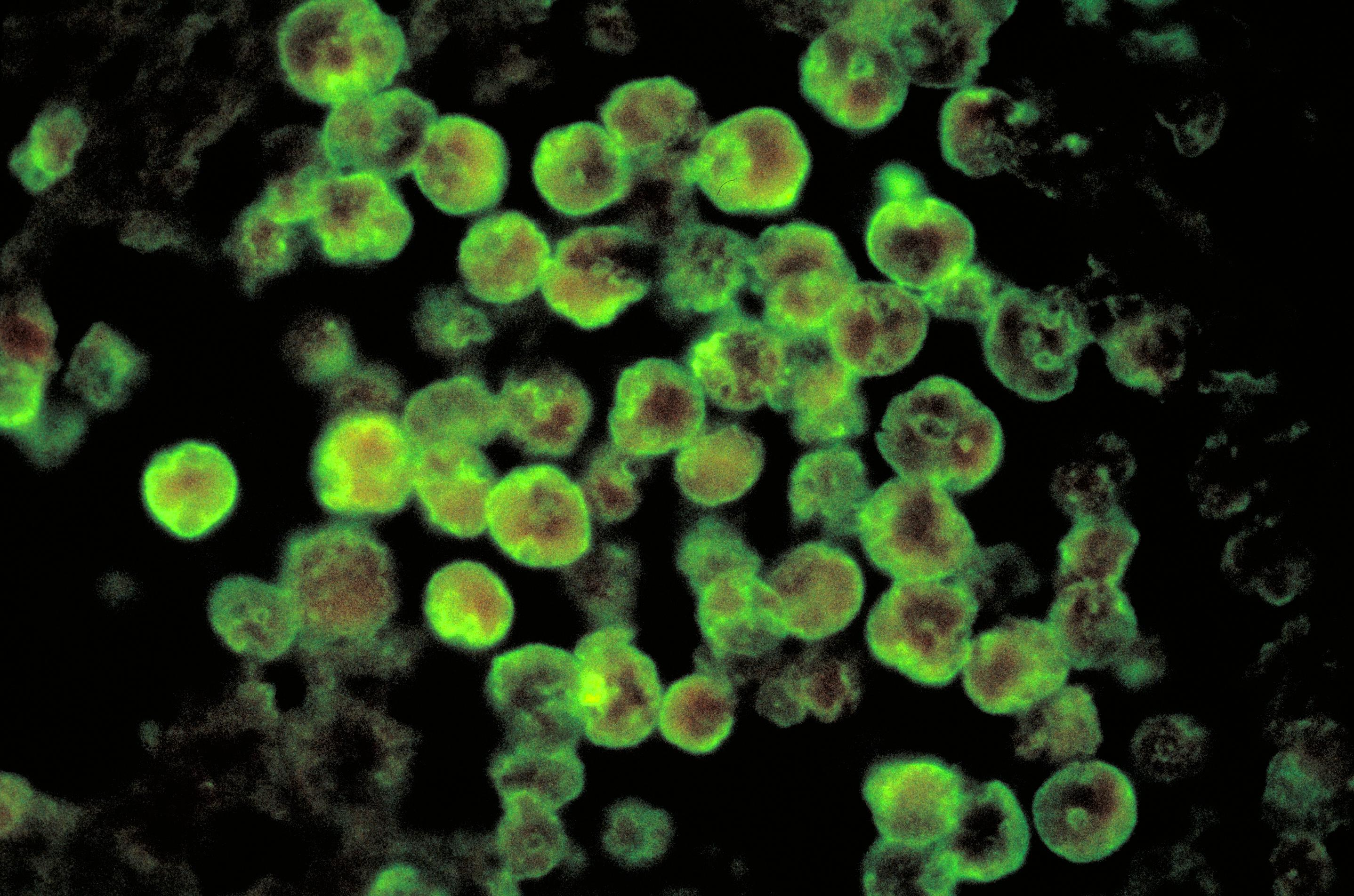
Histopatología de la meningoencefalitis amebiana causada por Naegleria fowleri. Tinción directa con anticuerpos fluorescentes.

La enfermedad que produce en humanos se conoce como meningoencefalitis amebiana primaria (MAP). El parásito primero entra por la mucosa nasal, donde se reproduce abundantemente en forma de trofozoítos, y mediante la acción de enzimas y productos citotóxicos, origina congestión nasal, fiebre, focos hemorrágicos y necrosis. Invade la mucosa olfatoria, el plexo y el nervio olfatorios, atraviesa la lámina cribosa del hueso etmoides y llega al espacio subaracnoideo. Puede luego irse situando en el sistema nervioso central (cerebro, meninges) produciendo necrosis de los bulbos olfatorios. En poco tiempo, provoca dolor de cabeza, náuseas, vómitos, anorexia, alteraciones sensoriales, fotofobia, síntomas de irritación meníngea y coma, y sigue evolucionando hasta causar la muerte por paro cardíaco, después de transcurridas unas 72 horas tras la aparición de los síntomas.[cita requerida]
A pesar de que los casos de meningoencefalitis amebiana se presentan en niños y en jóvenes aparentemente sanos, se contempla la idea de que existen factores tanto de resistencia como de susceptibilidad a la infección por amebas de vida libre; sin embargo, este aspecto no está bien estudiado.[cita requerida]

## Diagnóstico
Para el diagnóstico o valoración post mortem, se debe recurrir a un examen del líquido cefalorraquídeo con técnicas inmunológicas o tinciones de Giemsa o Wright; el citoplasma de los trofozoítos se observa de color azul y el núcleo, de color rosa. El líquido cefalorraquídeo se muestra turbio (purulento), sin bacterias y con niveles de glucorraquia (nivel de glucosa presente) altos, además de proteinorraquia baja, lo que indica la posibilidad de una virosis o una parasitosis.[cita requerida]
N. fowleri puede crecer en varios medios líquidos axénicos (es decir, en los que no hay ningún otro organismo vivo) o en placas con pocos nutrientes con bacterias. Se toma una muestra de las aguas contaminadas, se somete a centrifugación y se cultiva con Escherichia coli en agar-agar. Tras varios días, ya se pueden detectar quistes de Naegleria, cuya determinación final puede hacerse con varios métodos moleculares o bioquímicos.
Como el tratamiento precoz es fundamental para maximizar las posibilidades de supervivencia, también se suele recurrir al diagnóstico etiológico, mediante la búsqueda al microscopio de la ameba en el líquido cefalorraquídeo y su posterior identificación, ya que difiere bastante de la otra ameba parásita que puede encontrarse en el líquido cefalorraquídeo (del género Acanthamoeba) tanto en clínica como al microscopio. Las infecciones por Naegleria siguen un curso fulminante, mientras que las acantamebiasis son de curso lento y poseen menor capacidad infectiva, limitados la mayor parte de los casos a la población inmunodeprimida.[cita requerida]

## Tratamiento
Suele emplearse una sustancia antiparasitaria llamada miltefosina para tratar a los pacientes. En el 2013, este medicamento salvó dos vidas.
La niña de diez años que sobrevivió a la ameba en España también recibió tratamiento con antiparasitarios, ya que en estos casos no sirven los antibióticos.
No se conoce un tratamiento eficaz. Cuando se presentan lesiones cerebrales, el pronóstico es muy malo, con una mortalidad cercana al 100 %. Se puede tratar con diferentes antimicóticos, como la anfotericina B por vía endovenosa e intratecal, junto con miconazol por vía endovenosa e intratecal y rifampicina oral o endovenosa. Otra posibilidad es la asociación entre anfotericina B, rifampicina y doxiciclina.[cita requerida]
El índice de supervivencia ronda el 2 por ciento. De los 300 casos conocidos, solo siete han sobrevivido.[cita requerida]
Según datos del Centro de Control y Prevención de Enfermedades de los Estados Unidos, solo ha sobrevivido una persona de las 128 infectadas por este microorganismo en el país, entre 1962 y el 2012.

## Estudios realizados
El Departamento de Microbiología en la Universidad de Medicina de Ohio, Estados Unidos, ha mostrado[¿cuándo?] la efectividad de la miltefosina y de la clorpromazina para combatir N. fowleri, pues solo se dispone de la anfotericina B como tratamiento, a pesar de su gran toxicidad y sus efectos adversos en los órganos del paciente.[cita requerida]

## En la cultura popular
- Naegleria fowleri aparece en el episodio 21 de la segunda temporada de la serie House.
- La mencionan en un episodio de la primera temporada de The X-Files.
- Se describe un caso en el programa Dr. G Medical Examiner (Dra. G).
- Aparece en el capítulo 6 de Parásitos asesinos.
- Aparece en el capítulo 13 de la primera temporada de The Resident.[cita requerida]
- Aparece en el capítulo 14 de la primera temporada  de la serie italiana DOC.